# Wang Kuang-Shih
Detta är ett kinesiskt namn; släktnamnet är Wang.
Wang Kuang-Shih (kinesiska: 王光熙; pinyin: Wáng Guāngxī), född den 2 augusti 1967 i Guangfu på Taiwan, är en före detta basebollspelare som tog silver vid olympiska sommarspelen 1992 i Barcelona.